# كريستوفر لارسن
كريستوفر لارسن (بالنرويجية البوكمول: Kristoffer Larsen)‏ هو لاعب كرة قدم نرويجي، ولد في 19 يناير 1992 في برغن في النرويج. شارك مع منتخب النرويج تحت 20 سنة لكرة القدم. أما مع النوادي، فقد لعب مع نادي بران.

## وصلات خارجية
- كريستوفر لارسن على موقع اتحاد النرويج (النرويجية)
- كريستوفر لارسن على موقع قاعدة بيانات كرة القدم.إي يو (الإنجليزية)
- كريستوفر لارسن على موقع Soccerway.com (الإنجليزية)